# Alna
Alna város az USA Maine államában, Lincoln megyében. Lakosainak száma 710 fő (2020. április 1.).

## Népesség
A település népességének változása:

| 2010 | 709 |
| 2020 | 710 |